# Гардзильяна
Гардзилья́на, Гарцильяна (итал. Garzigliana) — коммуна в Италии, располагается в регионе Пьемонт, в провинции Турин.
Население составляет 544 человека (2008 г.), плотность населения составляет 78 чел./км². Занимает площадь 7 км². Почтовый индекс — 10060. Телефонный код — 0121.
Покровительницей коммуны почитается святая Анна, празднование в последнее воскресение июля.

## Демография
Динамика населения:

## Администрация коммуны
- Официальный сайт: http://www.comune.garzigliana.to.it/